# 396 Eolija
396 Eolija (mednarodno ime je 396 Aeolia) je asteroid tipa Xe (po SMASS) v asteroidnem pasu. 

## Odkritje
Asteroid je odkril francoski astronom A. Charlois ( 1864 – 1910) 1. decembra 1894 v Nici. Imenuje se po Eoliji, starodavnem področju v Mali Aziji, lahko pa tudi po  Eolskih otokih v Italiji. 

## Lastnosti
Asteroid Eolija obkroži Sonce v 4,54 letih. Njegova tirnica ima izsrednost 0,157, nagnjena pa je za 2,546° proti ekliptiki. Njegov premer je 34,09 .